# Джозеф Кордіна — Едвард Васкес
Бій Джозеф Кордіна — Едвард Васкес (англ. Joe Cordina vs Edward Vazquez) — професійний боксерський поєдинок між чемпіоном IBF у другій напівлегкій вазі Джозефом Кордіною та дев'ятим номером рейтингу IBF Едвардом Васкесом. Бій відбувся 4 листопада 2023 року в казино Монте-Карло (Монако). Джозеф Кордіна здобув перемогу рішенням більшості.
В співголовній події Сівенаті Нонтшинга провів захист титулу IBF у першій найлегшій вазі проти мексиканця Адріана Куріеля. Куріель здійснив апсет, нокаутувавши суперника у другому раунді.
В андеркарді провів поєдинок Сулейман Сіссоко, бронзовий призер Літніх Олімпійських ігор 2016. Проти нього бився мексиканець Ісайас Лусеро. Сіссоко здобув перемогу одностайним рішенням.
Також між собою вдруге зійшлися Рамла Алі та Джулісса Алехандра Гусман. Востаннє вони зустрічались в андеркарді поєдинку Реджис Прогрейс — Даніеліто Соррілья, коли Гусман здійснила апсет, здолавши Рамлу нокаутом. На цей раз Алі здобула перемогу одностайним рішенням.

## Передумови
Джозеф Кордіна, бронзовий призер Ігор Співдружності 2014 року, став професіоналом у 2017. У 2018 році він завоював титул чемпіона CBC в легкій вазі, а наступного року — пояс чемпіона BBBofC.
У червні 2022 року валлійський боксер здолав нокаутом у другому раунді Кенічі Огаву, тим самим завоювавши титул чемпіона світу за версією IBF у другій напівлегкій вазі. Однак згодом Джозеф був позбавлений поясу. Це трапилося через те, що британець травмувався та не зміг провести обов'язковий захист проти Шавкатджона Рахімова. Повернувшись на професійний ринг у квітні, Кордіна здолав Рахімова розділеним рішенням суддів та знову став чемпіоном.
Едвард Васкес став професіоналом у 2016 році. У 2022 році американець програв розділеним рішенням суддів Реймонду Форду і з того часу виграв чотири бої поспіль. Востаннє Гарсія виходив на професійний ринг в липні 2023 року, коли здолав одностайним рішенням Браяна Де Грасію.

## Суддівські записки
| Суддя           | Боксер         | 1  | 2  | 3  | 4  | 5  | 6  | 7  | 8  | 9  | 10 | 11 | 12 | Загалом |
| --------------- | -------------- | -- | -- | -- | -- | -- | -- | -- | -- | -- | -- | -- | -- | ------- |
| Деон Дварте     | Джозеф Кордіна | 10 | 10 | 10 | 10 | 9  | 9  | 10 | 10 | 9  | 10 | 9  | 10 | 116     |
| Деон Дварте     | Едвард Васкес  | 9  | 9  | 9  | 9  | 10 | 10 | 9  | 9  | 10 | 9  | 10 | 9  | 112     |
|                 |                |    |    |    |    |    |    |    |    |    |    |    |    |         |
| Джеремі Гейз    | Джозеф Кордіна | 10 | 10 | 10 | 10 | 9  | 9  | 10 | 10 | 9  | 9  | 9  | 9  | 114     |
| Джеремі Гейз    | Едвард Васкес  | 9  | 9  | 9  | 9  | 10 | 10 | 9  | 9  | 10 | 10 | 10 | 10 | 114     |
|                 |                |    |    |    |    |    |    |    |    |    |    |    |    |         |
| Жан-Роберт Лейн | Джозеф Кордіна | 10 | 10 | 10 | 10 | 9  | 9  | 10 | 9  | 10 | 10 | 9  | 10 | 116     |
| Жан-Роберт Лейн | Едвард Васкес  | 9  | 9  | 9  | 9  | 10 | 10 | 9  | 10 | 9  | 9  | 10 | 9  | 112     |
| Джерело:        |                |    |    |    |    |    |    |    |    |    |    |    |    |         |